# Bąkowiec
Bąkowiec is een plaats in het Poolse district  Kozienicki, woiwodschap Mazovië. De plaats maakt deel uit van de gemeente Garbatka-Letnisko en telt 500 inwoners.

## Verkeer en vervoer
- Station Bąkowiec